# Resolutie 161 Veiligheidsraad Verenigde Naties
Resolutie 161 van de Veiligheidsraad van de Verenigde Naties was de eerste resolutie van de VN-Veiligheidsraad in 1961 en werd op 21 februari dat jaar aangenomen met een stemming van negen voor met twee onthoudingen (Frankrijk en de Sovjet-Unie).

## Achtergrond
Na de Congolese onafhankelijkheid van België ontstonden grote onlusten in het land. Twee provincies scheurden zich met Belgische steun af en er werden VN-troepen gestuurd. Midden januari 1961 werd de eerste minister van Congo, Patrice Lumumba, vermoord.

## Inhoud

### A
De Veiligheidsraad:
- Heeft de situatie in Congo overwogen.
- Betreurt de dood van de Congolese leiders Patrice Lumumba, Maurice Mpolo en Joseph Okito.
- Is diep bezorgd om de impact van deze misdaden, burgeroorlog, bloedvergieten en het gevaar voor de internationale vrede en veiligheid.
- Verwijst naar het rapport van de Speciale Vertegenwoordiger van de Secretaris-Generaal van 12 februari dat over de ontwikkeling van een burgeroorlog sprak.

1. Dringt aan op onmiddellijke tussenkomst van de VN om burgeroorlog af te wenden met staakt-het-vuren, het tegenhouden van militaire operaties en het voorkomen van gevechten, desnoods met geweld.
2. Dringt aan op de terugtrekking en evacuatie van alle Belgisch en buitenlands militair en paramilitair personeel en niet VN-politieke adviseurs en huurlingen uit Congo.
3. Roept alle landen op dergelijk personeel dat naar Congo wil vertrekken of doorreizen tegen te houden.
4. Beslist een onafhankelijk onderzoek naar de dood van Lumumba en zijn collega's te voeren en de daders van deze misdaden te straffen.
5. Bevestigt de resoluties 143, 145 en 146 van de Veiligheidsraad en 1474 van de Algemene Vergadering.

### B
De Veiligheidsraad:
- Is erg bezorgd om de verslechterende situatie, vrede, orde, eenheid en territoriale integriteit in Congo die de internationale vrede en veiligheid in gevaar brengen.
- Merkt tot spijt en bezorgdheid de systematische schending van de mensenrechten en fundamentele vrijheden en de wetteloosheid in Congo op.
- Erkent de noodzaak het Congolese parlement te herstellen om de wil van het volk te doen gelden.
- Is ervan overtuigd dat de oplossing van het probleem bij het Congolese volk zelf ligt zonder inmenging van buitenaf en dat er zonder overleg geen oplossing kan komen.
- Is er nog van overtuigd dat een oplossing zonder overleg het conflict zou vergroten.

1. Dringt aan op de bijeenkomst van het parlement dat maatregelen moet nemen.
2. Dringt erop aan dat de gewapende groepen in Congo onder controle worden gebracht en zich niet inmengen in de politiek.
3. Vraagt alle landen mee te werken aan deze resolutie.

## Verwante resoluties
- Resolutie 146 Veiligheidsraad Verenigde Naties
- Resolutie 157 Veiligheidsraad Verenigde Naties
- Resolutie 169 Veiligheidsraad Verenigde Naties
- Resolutie 199 Veiligheidsraad Verenigde Naties

Lijst ·  161 ·  162 ·  163 ·  164 ·  165 ·  166 ·  167 ·  168 ·  169 ·  170